# Pinguicula ehlersiae
Pinguicula ehlersiae este o specie de plante carnivore din genul Pinguicula, familia Lentibulariaceae, ordinul Lamiales, descrisă de F. Speta și Amp; F. Fuchs. Conform Catalogue of Life specia Pinguicula ehlersiae nu are subspecii cunoscute.